# Middle Island (ö i Kanada, Northwest Territories)
Middle Island är en ö i Kanada.   Den ligger i territoriet Northwest Territories, i den norra delen av landet, 3 800 km nordväst om huvudstaden Ottawa. Arean är 21,4 kvadratkilometer.
Terrängen på Middle Island är platt. Öns högsta punkt är 92 meter över havet. Den sträcker sig 4,6 kilometer i nord-sydlig riktning, och 9,0 kilometer i öst-västlig riktning.
Trakten runt Middle Island består i huvudsak av gräsmarker. Trakten runt Middle Island är nära nog obefolkad, med mindre än två invånare per kvadratkilometer.